# Chiesa di San Luigi Gonzaga (Casaloldo)
La chiesa di San Luigi Gonzaga è un edificio religioso sito a Casaloldo, in provincia di Mantova, frazione Molinello Sotto.

## Storia
La chiesetta, in muratura, fu eretta in onore di San Luigi Gonzaga dalle nipoti Cinzia, Olimpia, Gridonia nel 1645, fondatrici dell'istituto delle Vergini di Gesù di Castiglione delle Stiviere, che abitarono frequentemente nel palazzo annesso, insieme con altre religiose.
Lo prova una scritta posta sopra l'ingresso laterale della chiesa, situata su un lato dell'elegante portico interno del palazzo: il "sacro edificio fu costruito a Dio e a S. Luigi Gonzaga per la pietà delle Venerabili Nipoti del Santo e per la comodità loro e degli antichi abitanti del luogo".
L'edificio sacro era infatti già esistente nel 1654 – intitolato al Beato Luigi Gonzaga -, mentre nel 1902 era dedicato a San Luigi Gonzaga.
L'istituto delle Vergini di Gesù era proprietario anche del podere Turca e del podere Duranda sempre a Molinello di Casaloldo.
Il Fondo Molinello era in origine costituito dal palazzotto signorile con annessa chiesa palatina, situato nel cuore del piccolo centro abitato, e da una congrua dotazione di terreno agricolo. Il Molinello venne acquistato dallo zecchiere dei Gonzaga di Castiglione delle Stiviere Giovanni Antonio Aliprandi, padre di Elena e nonno delle tre fondatrici del collegio delle Vergini di Gesù, che poterono così contare su questa proprietà fin dalla costituzione del collegio nel 1608.

## Architettura ed opere interne

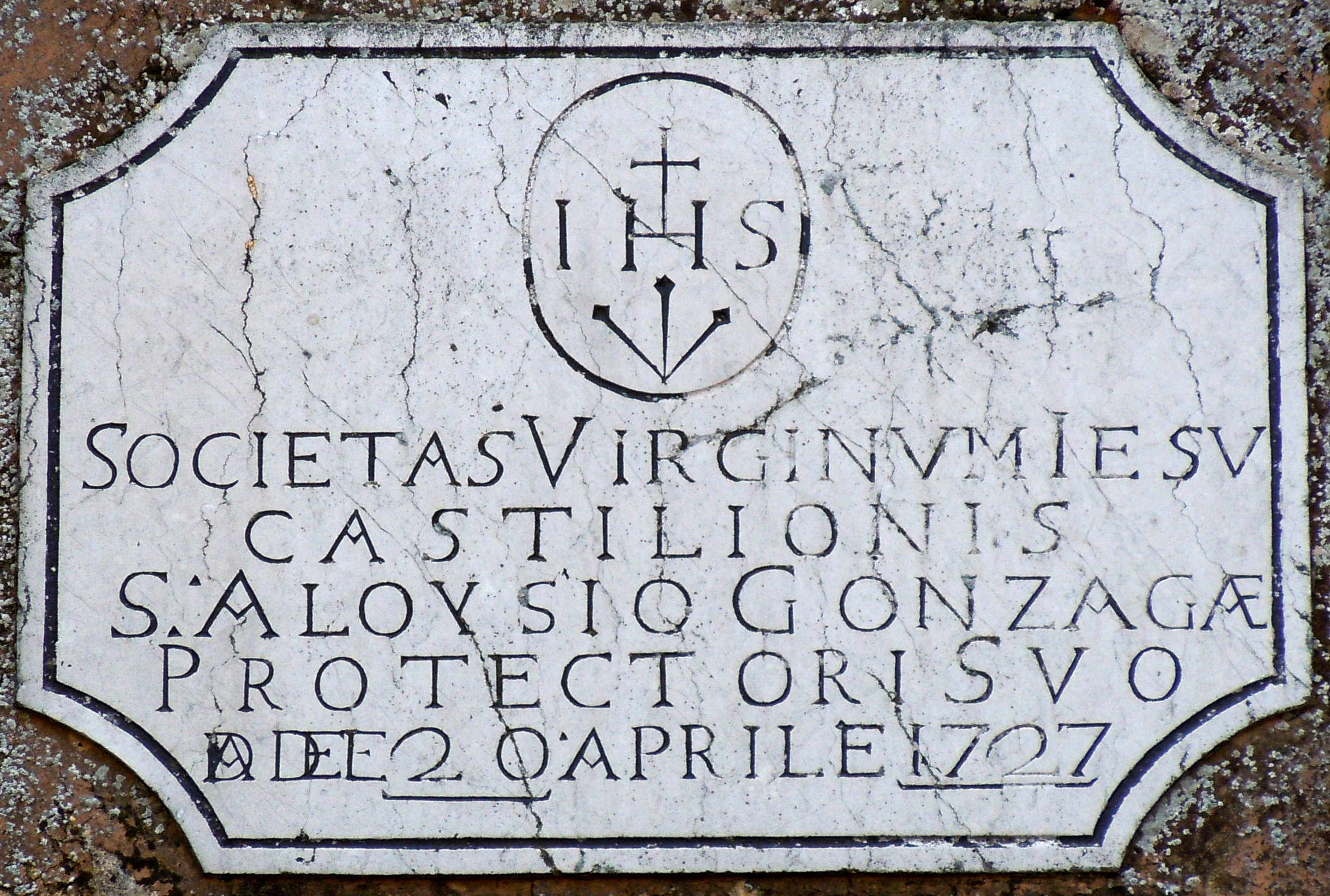
Lapide posta sopra la porta della chiesa

La bella chiesetta, la cui semplice facciata è stata ingentilita nel tardo Ottocento da una grondaia in legno e da alcuni stucchi, è dotata di un elegante e ben proporzionato campanile.
Sopra la porta principale della chiesa è posta una lapide che porta la data della dedicazione a Luigi Gonzaga dopo un restauro dei primi del Settecento voluto dalla società delle Vergini di Gesù.
Pur nella sua semplicità, l'interno, restaurato alla fine del XX secolo, è caratterizzato da un armonioso equilibrio dei volumi, secondo i dettami di un sobrio stile barocco. L'unica navata ha volta a botte; il presbiterio, più piccolo della navata e a pianta quadrata, è pure voltato a botte; le pareti sono scandite da lesene che reggono il bel cornicione in stucco.
L'altare in legno dipinto e dorato è del XVIII secolo; nel bel dossale, realizzato in stucco, vi è la pala con San Luigi e Santa Francesca Romana. In origine la chiesa era dotata di preziosi arredi sacri e di una serie di medaglioni di pregevole fattura.

## Proprietà

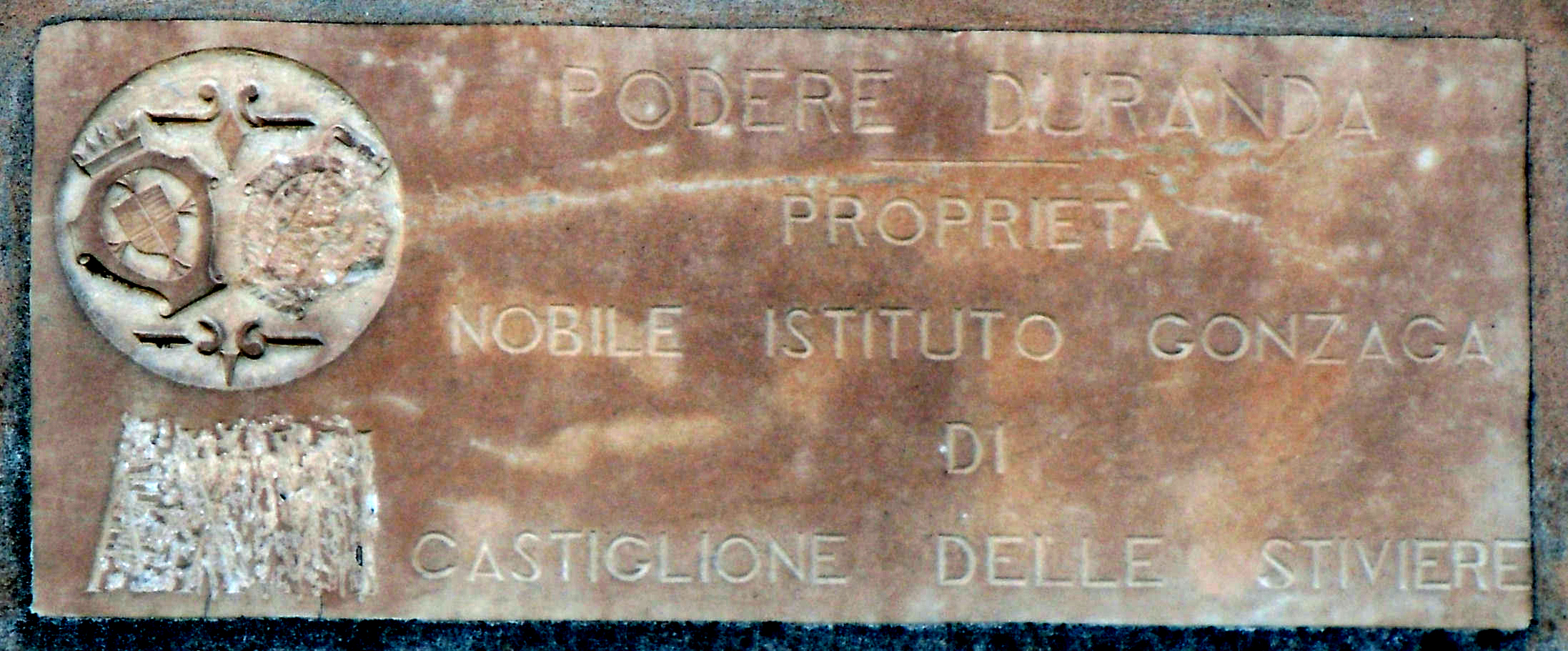
Lapide su un edificio del podere Duranda

Anche per la chiesa del Molinello, come per quella di San Vito, esiste una tormentata questione.
Il Fondo Molinello venne dapprima fortemente limitato dal regime di confisca e dalla legislazione anticlericale di età napoleonica, quindi vessato dalle “leggi eversive” contro le istituzioni ecclesiastiche applicate dai governi italiani unitari, al punto che nel 1923 la proprietà di Molinello venne tolta al Collegio delle Vergini ed inserita nel patrimonio dell'”Istituto Gonzaga”. Con la soppressione di questo ente, nel 1980, quanto restava del Fondo Molinello divenne proprietà del Comune di Castiglione delle Stiviere, che lo mise all'asta negli anni successivi, salvando per sé la proprietà della sola chiesa, ma con la dichiarata intenzione di donarla alla parrocchia di Casaloldo.
Tale cessione tuttavia non è ancora stata effettuata. Essa sarebbe quanto mai auspicabile, visto che gli abitanti della frazione si sono sobbarcati in anni recenti l'onere di alcuni urgenti interventi conservativi e di restauro, testimoniando così il loro attaccamento alla storica chiesetta. Affinché l'edificio venga conservato e adeguatamente valorizzato, l'auspicio è che esso venga consegnato al più presto e definitivamente alla comunità di Molinello.